# Коваленко Олександр Володимирович
Олександр Володимирович Коваленко (позивний «Хук»; нар. 23 березня 1989, м. Сєвєродонецьк, Луганська область) — український військовослужбовець, майор та командир 24-го окремого штурмового батальйону «Айдар» Збройних сил України. 
Герой України (2023), ветеран АТО та ООС, учасник російсько-української війни. 

## Життєпис
Олександр Коваленко народився 23 березня 1989 року в місті Сєвєродонецьку на Луганщині.
Захоплюється з дитинства бойовим мистецтвом.
До початку російсько-української війни працював менеджером. 
Від 2014 року на фронті в складі 24-го окремого штурмового батальйону «Айдар»: стрілець, командир взводу, командир роти (від 2022) та командир батальйону.
Учасник АТО/ООС. У 2022 році з передової почав записувати відео для TikTok.

## Нагороди
- звання Герой України з врученням ордена «Золота Зірка» (27 червня 2023) — за особисту мужність і героїзм, виявлені у захисті державного суверенітету та територіальної цілісності України, самовіддане служіння Українському народові[5][6];
- орден Богдана Хмельницького II ступеня (10 березня 2023) — за особисту мужність, виявлену у захисті державного суверенітету та територіальної цілісності України, самовіддане виконання військового обов'язку[7];
- орден Богдана Хмельницького III ступеня (12 вересня 2022) — за особисту мужність і самовіддані дії, виявлені у захисті державного суверенітету та територіальної цілісності України, вірність військовій присязі[8];
- орден «За мужність» III ступеня (28 лютого 2019) — за особисту мужність і самовіддані дії, виявлені у захисті державного суверенітету та територіальної цілісності України[9];
- медаль «За військову службу Україні»[2];
- медаль «Захиснику Вітчизни»[2].

## Військові звання
- капітан;
- старший лейтенант;
- лейтенант;
- старший сержант;